# Gerhard Rodax
Gerhard Rodax (* 29. August 1965 in Tattendorf; † 16. November 2022 nahe Traiskirchen) war ein österreichischer Fußballspieler.
Gerhard Rodax begann 1983 seine Profikarriere bei Admira Wacker. Im Jahr 1990 wechselte er zu Atlético Madrid, für die er an der Seite des Deutschen Bernd Schuster und des Portugiesen Paulo Futre unter Trainer Tomislav Ivić spanischer Vizemeister wurde. Er kehrte 1991 nach Österreich zurück und spielte bis zu seinem Karriereende 1993 bei SK Rapid Wien. Seitdem betrieb er eine Sportanlage in Traiskirchen. Im Jahr 1996 hatte er ein Comeback bei Admira Wacker und erreichte mit der Mannschaft das Cupfinale.
Mit dem österreichischen Nationalteam absolvierte Rodax 20 Länderspiele und erzielte dabei drei Tore, eines davon während seiner zwei Spiele bei der Fußball-Weltmeisterschaft 1990 in Italien.
Rodax war vor seinem Tod längere Zeit schwer krank. Er starb am 16. November 2022 im Alter von 57 Jahren durch Schienensuizid. Er hinterlässt eine Ehefrau und zwei Töchter.

## Sportliche Erfolge
- Österreichs Fußballer des Jahres (APA-Fußballerwahl): 1989
- Torschützenkönig der österreichischen Bundesliga: 1989/90 (35 Tore)
- Bronzener Schuh der UEFA als drittbester Torschütze Europas: 1989/90 (35 Tore)
- Primera División: Vizemeister 1990/91
- Copa del Rey: 1991